# Boscaiole con fascine
Boscaiole con fascine è un dipinto di Cristiano Banti. Databile tra il 1881 e il 1889, è conservato nella Galleria d'arte moderna di Palazzo Pitti, a Firenze.

## Storia
Boscaiole con fascine è un'opera che fa parte della serie Predone, che è anche il sottotitolo con cui questo dipinto è noto. Angelo De Gubernatis, nel suo Dizionario degli artisti italiani viventi, edito nel 1889, di questo quadro diceva che l'Autore lo stava ultimando. Per Matteucci, Banti lavorava a questa idea già nel 1878. Si conoscono cinque studi preparatori di questa tela. Dopo il 1870 Banti aveva fatto un viaggio a Parigi e si era interessato all'opera del fotografo Bingham. Tornato a casa, cominciò ad usare la macchina fotografica per le sue ricerche in esterni. Meticoloso, incontentabile, sempre alla ricerca di particolari, è probabile che abbia lavorato anni, prima di arrivare alla definitiva versione di questo soggetto.
L'opera è stata esposta a Prato nel 1965, a Santa Croce sull'Arno, alla mostra Antologica Cristiano Banti nel 1969, infine in Vaticano (Braccio di Carlo Magno), 16 novembre 1991-1 marzo 1992, alla mostra organizzata in occasione del centenario dell'enciclica Rerum Novarum di papa Leone XIII.

### Descrizione
Una donna, verso sinistra, è seguita a breve distanza da altre due donne. In secondo piano si vede un carro con una figura e, in lontananza, case e figure minute sulla collina. Tocchi rapidi di colore bianco o giallo sul cielo, rialzi di bianco sulle vesti e sulle gambe, velature cilestrine per accentuare la profondità del paesaggio, sotto un cielo attraversato da nuvole corpose. Le predone di campagna, dette anche facidanni, sono dedite ad un lavoro femminile sconosciuto e clandestino. Donne vestite di cenci, strappati nella fatica e nella fuga, costrette a rubare per sopravvivere, a caricarsi di pesanti fardelli: schiena arcuata e capo basso, le gambe appesantite dalla fatica, muscolose, forti.